# Saviore dell'Adamello
Saviore dell'Adamello es una localidad y comune italiana de la provincia de Brescia, región de Lombardía, con 1.073 habitantes.

## Evolución demográfica
| Gráfica de evolución demográfica de Saviore dell'Adamello entre 1861 y 2001 |
|                                                                             |
| Fuente ISTAT - elaboración gráfica de Wikipedia                             |